# Divergentie (vectorveld)
Divergentie is een functie die een vectorveld afbeeldt op een scalair veld. Het is een maat voor de intensiteit waarmee een vectorveld zal gaan variëren. Vatten we het veld op als een stroming, dan geeft de divergentie voor elk punt aan of in dat punt iets toestroomt of wegstroomt, dus waar het veld een put (divergentie negatief) of een bron (divergentie positief) heeft. De grootte van de divergentie is een maat voor de put- of bronsterkte. 

## Voorbeeld
Een dunne straal olie treft een glad wateroppervlak in het punt Q. De olie verspreidt zich als een dunne film vanaf Q in alle richtingen. De oliestroming kan beschreven worden door een 2-dimensionaal vectorveld, dat in elk punt de richting en sterkte van de stroomsnelheid van de oliefilm aangeeft.
Het punt Q is voor het veld een (olie)bron, aangezien vandaar olie wegvloeit (niet weg uit het veld, maar weg van Q) zonder dat olie toestroomt. De divergentie in (de buurt van) Q is positief.
De divergentiestelling (ook de stelling van Gauss genoemd) zegt dat de hoeveelheid olie die uit bijvoorbeeld een cirkel om de bron Q stroomt, gelijk is aan de integraal van de divergentie van het vectorveld over de cirkelschijf.
De divergentie laat zich formeel als differentiaaloperator interpreteren en hoort samen met de andere differentiaaloperatoren gradiënt en rotatie tot de vectoranalyse, een deelgebied van de meerdimensionale analyse.

## Definitie
De divergentie van een vectorveld {\displaystyle \mathbf {F} } is een scalair veld aangegeven met {\displaystyle \operatorname {div} \mathbf {F} } of met behulp van de nabla-operator als {\displaystyle \nabla \cdot \mathbf {F} }.
De divergentie is in het geval van een driedimensionaal vectorveld {\displaystyle \mathbf {F} =(F_{x},F_{y},F_{z})} in cartesische coördinaten gedefinieerd als
{\displaystyle \operatorname {div} \mathbf {F} =\nabla \cdot \mathbf {F} =\left({\frac {\partial }{\partial x}},{\frac {\partial }{\partial y}},{\frac {\partial }{\partial z}}\right)\cdot (F_{x},F_{y},F_{z})={\frac {\partial F_{x}}{\partial x}}+{\frac {\partial F_{y}}{\partial y}}+{\frac {\partial F_{z}}{\partial z}}.}
en, meer algemeen, in {\displaystyle n} dimensies, is de divergentie van {\displaystyle \mathbf {F} =(F_{1},\ldots ,F_{n})}:
{\displaystyle \operatorname {div} \mathbf {F} =\nabla \cdot \mathbf {F} =\sum _{i=1}^{n}{\frac {\partial F_{i}}{\partial x_{i}}}}
In cilindrische coördinaten luidt de definitie van de divergentie van een vectorveld {\displaystyle \mathbf {F} }:
{\displaystyle \operatorname {div} \mathbf {F} ={\frac {1}{\rho }}{\frac {\partial }{\partial \rho }}(\rho F_{\rho })+{\frac {1}{\rho }}{\frac {\partial F_{\varphi }}{\partial \varphi }}+{\frac {\partial F_{z}}{\partial z}}}
In bolcoördinaten wordt dat:
{\displaystyle \operatorname {div} \ \mathbf {F} ={\frac {1}{r^{2}}}{\frac {\partial }{\partial r}}(r^{2}F_{r})+{\frac {1}{r\sin \theta }}{\frac {\partial }{\partial \theta }}(F_{\theta }\sin \theta )+{\frac {1}{r\sin \theta }}{\frac {\partial F_{\varphi }}{\partial \varphi }}}

## Voorbeeld (vervolg)
In het bovenstaande voorbeeld is de stroomsnelheid omgekeerd evenredig met de afstand tot de bron Q. Nemen we Q als oorsprong, dan wordt het stromingsveld {\displaystyle v=(v_{x},v_{y})} gegeven door:
{\displaystyle v_{x}(x,y)=c{\frac {x}{x^{2}+y^{2}}}{\mbox{ en }}v_{y}(x,y)=c{\frac {y}{x^{2}+y^{2}}}}.
Behalve in Q is de divergentie in elk punt gelijk aan 0:
{\displaystyle \nabla \cdot v={\frac {\partial v_{x}}{\partial x}}+{\frac {\partial v_{y}}{\partial y}}=c{\frac {1}{x^{2}+y^{2}}}-c{\frac {2x^{2}}{(x^{2}+y^{2})^{2}}}+c{\frac {1}{x^{2}+y^{2}}}-c{\frac {2y^{2}}{(x^{2}+y^{2})^{2}}}=0}.
Omdat de bron in Q puntvormig is, is de divergentie in Q zelf ontaard. Op de singulariteit ter hoogte van de oorsprong na, is het bovenstaande vectorveld dus divergentievrij.